# 高山羽根子
高山 羽根子（たかやま はねこ、1975年5月9日 -）は、日本の小説家、SF作家。富山県富山市生まれ。多摩美術大学美術学部絵画学科卒業。

## 経歴
2009年、「うどん キツネつきの」で第1回創元SF短編賞（選考委員：大森望・日下三蔵・山田正紀）佳作を受賞し、同作がアンソロジー『原色の想像力』（創元SF文庫）に収録されデビュー。
2014年、短編集『うどん キツネつきの』を刊行。
2015年、短編「おやすみラジオ」が第46回星雲賞（日本短編部門）参考候補作に選出される。同年、短編集『うどん キツネつきの』が第36回日本SF大賞最終候補に選出される。
2016年、「太陽の側の島」で第2回林芙美子文学賞（選考委員：井上荒野・角田光代・川上未映子）大賞を受賞。
2019年、「居た場所」で第160回芥川龍之介賞候補、「カム・ギャザー・ラウンド・ピープル」で第161回芥川龍之介賞候補。
2020年、「首里の馬」で第163回芥川龍之介賞受賞、第33回三島由紀夫賞候補。

## 人物
- 美大では日本画を専攻。卒業後にサラリーマンになってからも描いていた。動物の絵を描くことが多かったという[10]。
- 小説を書き始めたのは30代になってからである[10]。小説を最後まで書いたのは34〜35歳が初めてで、大学の社会人コースにあった小説創作クラスに通っていた[11]。
- プロ野球の大ファンであることを公言しており、芥川賞受賞作「首里の馬」は特に好きなチームである横浜DeNAベイスターズを中心に複数球団の春季キャンプ見学で沖縄県に滞在した際に着想した。夫も同じくプロ野球ファンである。最近のイチオシは横浜DeNAベイスターズの主将・佐野恵太[12][13]。

## 作品リスト

### 著書
- 『うどん キツネつきの』（創元日本SF叢書、2014年11月/創元SF文庫、2016年11月）
  - 「うどん キツネつきの」 - 大森望・日下三蔵編『原色の想像力』、創元SF文庫、2010年12月
    - 後に『2010年代SF傑作選 2』（伴名練・大森望編、ハヤカワ文庫JA、2020年2月6日）に再録された。

  - 「シキ零レイ零 ミドリ荘」 - 『ミステリーズ!』2011年8月号、東京創元社
  - 「母のいる島」 - 大森望編『NOVA 6 書き下ろし日本SFコレクション』、河出文庫、2011年11月
  - 「おやすみラジオ」 - 書き下ろし
  - 「巨きなものの還る場所」 - 『Webミステリーズ!』2014年8月号（オンライン）、東京創元社
- 『オブジェクタム』（朝日新聞出版、2018年8月）
  - 「オブジェクタム」 - 『小説トリッパー』2018年春季号（朝日新聞出版）掲載
  - 「太陽の側の島」 - 『婦人公論』2016年4月26日号（中央公論新社）掲載
  - 「L. H. O. O. Q.」 - 『文學界』2016年8月号（文藝春秋）掲載
- 『居た場所』（河出書房新社、2019年1月）
  - 「居た場所」 - 『文藝』2018年冬季号（河出書房新社）掲載
  - 「蝦蟇雨（がまだれ）」 - 原題「不和（ふろつきゐず）」:今岡正治編アンソロジー『夏色の想像力』草原SF文庫（同人誌）、2014年7月発行 掲載
  - 「リアリティ・ショウ」 - 『ユリイカ』2018年2月号（青土社）掲載
- 『カム・ギャザー・ラウンド・ピープル』（集英社、2019年7月）
  - 「カム・ギャザー・ラウンド・ピープル」 - 『すばる』2019年5月号（集英社）掲載
  - 「ススキの丘を走れ（無重力で）」（文庫版のみ） - 『小説宝石』2020年11月号（光文社）掲載
  - 「透明な街のゲーム」（文庫版のみ） - 日本SF作家クラブ編『ポストコロナのSF』（早川書房）掲載
  - 「マンディリオンの犬」（文庫版のみ） - 『小説すばる』2023年1月号（集英社）掲載
- 『如何様』（朝日新聞出版、2019年12月）
  - 「如何様 （イカサマ）」 - 『小説トリッパー』2019年夏季号（朝日新聞出版、2019年6月）掲載
- 『首里の馬』（新潮社、2020年7月/新潮文庫、2022年12月）
  - 「首里の馬」 - 『新潮』2020年3月号（新潮社）掲載
- 『暗闇にレンズ』（東京創元社、2020年9月/創元文芸文庫、2023年3月）
- 『パレードのシステム』（講談社、2023年1月）
  - 「パレードのシステム」 - 『群像』2022年9月号（講談社）掲載
- 『ドライブイン・真夜中』（U-NEXT 2023年7月）
- 『パンダ・パシフィカ』（朝日新聞出版、2024年10月）
  - 「パンダ・パシフィカ」 - 『小説トリッパー』2024年夏季号（朝日新聞出版、2024年6月）掲載

### 共著
- 『おかえり台湾 食べて、見て、知って、感じる 一歩ふみ込む二度目の旅案内』（池澤春菜共著、インプレス、2020年5月）
- 『旅書簡集ゆきあってしあさって』（酉島伝法、倉田タカシ共著、東京創元社、2022年1月）

### 単行本未収録作品
小説
- 「一九八五年のチャムチャム」 - 今岡正治編アンソロジー『夏色の想像力』草原SF文庫（同人誌）、2014年7月発行 寄稿
- 「宇宙の果てまで届いた初めての道具」 - 『夏色の想像力』同上
- 「ウリミ系男子とロイコガール」 - 『夏色の想像力』同上
- 「ビースト・ストランディング」 - 『Genesis 一万年の午後 創元日本SFアンソロジー』 東京創元社 2018年12月発行 収録
- 「ラピード・レチェ」 - 『文学ムック たべるのがおそい vol.7』書肆侃侃房 2019年4月発行 掲載
- 「名前を忘れた人のこと Unknown Man」 - 『文藝』2019年秋季号（2019年7月、河出書房新社）掲載
- 「あざらしが丘」 - 『NOVA 2019年秋号』河出文庫、2019年7月発行 収録
  - 『ベストSF2020』大森望編 竹書房文庫 2020年7月発行 に再録された。
- 「蜂蜜いりのハーブ茶」 - 『宙を数える 書き下ろし宇宙SFアンソロジー』創元SF文庫 2019年10月発行 収録
- 「旅の熱」 - 『小説トリッパー』2020年夏季号（朝日新聞出版）掲載
- 「ススキの丘を走れ（無重力で）」 - 『小説宝石』2020年11月号（光文社）掲載
- 「その一匹を殺したのは誰か」 - 『新潮』2020年12月号（新潮社）掲載
  - 『文学2021』日本文藝家協会編 講談社 2021年5月発行 に再録された。
- 「モールディング・ゲリラ」 - 『小説すばる』2021年1月号（集英社）掲載
- 「五輪丼」 - 『NOVA 2021年夏号』河出文庫、2021年4月発行 収録
- 「センチメント・パーク」 - 『すばる』2021年10月号（集英社） 掲載
- 「彼らはなんどもベルを鳴らす」 - 『文學界』2022年1月号（文藝春秋）掲載
- 「祀りの生きもの」 - 『紙魚の手帖』vol.08 DECEMBER 2022（東京創元社）掲載
- 「セミの鳴く五月の部屋」 - 『NOVA 2023年夏号』河出文庫、2023年4月発行 収録
- 「この場所の名前を」 - 『紙魚の手帖』vol.12 AUGUST 2023（東京創元社）掲載
- 「新しい散歩」 - 『ユリイカ』2024年6月号（青土社）掲載
- 「ローレライ」（連作） - 『新潮』2024年10月号（新潮社）掲載
  - 「デヴァターとアープ」 - 『新潮』2024年12月号
  - 「アンザイレン」 - 『新潮』2025年2月号
  - 「レインボー・バレー」 - 『新潮』2025年4月号
  - 「ヴァルプルギス」 - 『新潮』2025年6月号
  - 「パニック」 - 『新潮』2025年8月号
- 「2022 Twenty twenty two」 - 『すばる』2025年2月号（集英社）から連載
- 「そこの関節からも曲がるんだ？」 - 『小説トリッパー』2025年夏季号（朝日新聞出版）掲載
- 「夜を漕ぐ」 - 『文學界』2025年8月号（文藝春秋）掲載

詩
- 「ワイルドピッチの作法」 - 『ユリイカ』2019年9月号（青土社）掲載

エッセイ
- 「「了」という名の襤褸の少女」 - 『ユリイカ』2015年1月号（青土社）掲載
- 「思い出ステーション」 - 『小説すばる』2015年4月号（集英社）掲載
- 「ホテルマニラの熱と髪」 - 『小説トリッパー』2016年夏号（朝日新聞出版、2016年6月発行）掲載
- 「約束ごとと記号のドラマ」 - 『新潮』2018年6月号（新潮社）掲載
- 「ドストエフスキー×コスモス「おかしな人間の夢」」 - 『すばる』2018年8月号（集英社）掲載
- 「ウィンター・ハズ・カム」 - 『群像』2018年12月号（講談社）掲載
  - 『ベスト・エッセイ2019』（日本文藝家協会/編、光村図書出版、2019年7月）収録
- 「こんなことしてていいのか日記」 - 『すばる』2019年7月号 - 9月号（集英社）掲載
- 「アンケート特集 シネマ2019」（パトリシオ・グスマン/監督『真珠のボタン』） - 『群像』2020年2月号（講談社）掲載
- 「二〇二〇年、一月の一週間、現在。」 - 『S-Fマガジン』2020年6月号（早川書房）掲載
- 「4月から7月、2020年。」 - 『文學界』2020年9月号（文藝春秋）掲載
- 「手を縛られても足で書く」 - 『文藝春秋』2020年9月号（文藝春秋）掲載
- 「ジャンルを超えて、自由な。」 - 『S-Fマガジン』2020年10月号（早川書房）掲載
- 「東京の日記 2021、6月-9月の路上で。」 - 『文藝』2021年冬季号（2021年10月、河出書房新社）掲載

## 出演
- 世界SF作家会議（フジテレビ）
  - 第2回 2021年1月6日放送  いとうせいこう、大森望、藤井太洋、小川哲とともに出演。